# Velké Popovice
Velké Popovice är en ort i Tjeckien.   Den ligger i regionen Mellersta Böhmen, i den centrala delen av landet, 24 km sydost om huvudstaden Prag. Velké Popovice ligger 419 meter över havet och antalet invånare är 1 926.
Terrängen runt Velké Popovice är huvudsakligen platt, men åt sydväst är den kuperad. Runt Velké Popovice är det ganska tätbefolkat, med 108 invånare per kvadratkilometer. Närmaste större samhälle är Říčany, 7,8 km norr om Velké Popovice. I omgivningarna runt Velké Popovice växer i huvudsak blandskog.